# 山头主义
山头主义，指在政党、行政、军事等单位与部门内部，只顾自己成长发展起来时所在地域或单位团体的利益，搞团团伙伙、拉帮结派，而不顾整体利益的思想作风或行为態度和心理狀態。

## 历史演变
“山头主义”的表述普遍认为出自延安整风时期。 是从中共和其军队历史沿革处于分散的农村根据地和白区地下组织的一个个“山头”中自然产生的，故得名为山头主义。1944年4月毛泽东在延安高级干部会议上作《学习和时局》演讲中指出：“目前在我们党内严重地存在和几乎普遍地存在的乃是带着盲目性的山头主义倾向。”1945年2月毛泽东在中央党校五部、六部的讲话报告《时局问题及其他》详细分析了山头主义产生的根源与对策：
大家正在讨论山头主义问题，这是一个事实上存在的问题。我们这个党是由很多部分结合起来的。所谓山头，这是中国社会的产物，是中国革命的产物。中国这个社会，人民受帝国主义和封建势力的压迫，因为受压迫就要革命。中国又是一个农业国家，交通很不方便。内战时期，党以及革命队伍被敌人割开了，分为一个白区、一个苏区。白区有这个省那个省，苏区有这个苏区那个苏区，时间很长，达十年之久。抗战时期也是这样，时间很长，有八年之久，也是这个根据地那个根据地。我们中国是出豆腐的，照割豆腐的办法，划了很多方块，这不是我们自己划的，是敌人给我们划的。 
像我们现在这样的党校，内战时期没有办过。现在西北、华北、华中、华南、东北，全国各处大概都有在我们这里学习的。但是，我们的根据地还是被敌人分割的，不是连成一个整体的。一个地方的革命党、革命军队起来打敌人，就很自然地形成各个集团、各个山头。所以我说山头主义是中国社会的产物，是中国革命特殊情形的产物，应该承认这个东西。要消灭这个东西，需要我们开办党校来分析，来讲清楚。但是，只有在将来全国胜利了，有了大城市，到处交通很便利，报纸能够销到全国，电讯能够通到各地，开会也很方便，那个时候才会彻底消灭山头主义。现在不仅我们党校讨论山头主义，延安各个机关也在讨论这个问题。我们提倡各个机关开会，曾经在各个根据地奋斗的人、各部分军队的人开会，检讨历史，进行自我批评加以分析，其目的是什么呢?目的就是要消灭山头，使它溶化，全党都变成一个整体。而各个部分检讨历史，要在一个前提下，就是指导思想必须是正确的，这样检讨才会有益处，才会有益无害。 

1945年5月中共七大选举中央委员前，毛泽东大会发言分析了在政策上、组织上如何对待、处理山头：
关于第二点，要不要照顾到各方面？这个问题，就是所谓照顾山头的问题。也有两种解决方法，一种是要照顾，一种是不要照顾。主席团认为还是要照顾才好。昨天傅钟同志在这里讲了一篇很好的话，我全篇都赞成。在选举上，应不应该照顾山头？应不应该照顾到各方面？我看那个主张不应该照顾山头、不应该照顾各方面的意见，也是一个理想，但事实上行不通，事实上还是要照顾才好，照顾比不照顾更有利益。中国革命有许多山头，有许多部分，内战时期，有苏区有白区，在苏区之内又有这个部分那个部分，这就是中国革命的实际。离开了这个实际，中国革命就看不见了。内战之后是八年抗战，抗战时期也有山头，就是说有许多抗日根据地，白区也有很多块，北方有，南方也有。这种状况好不好？我说很好，这就是中国革命的实际，没有这些就没有中国革命。所以这是好事情，不是坏事情。坏的是山头主义、宗派主义，而不是山头。山头它有什么坏？清凉山有什么坏？太行山有什么坏？五台山有什么坏？没有。但是有了山头主义就不好。因此，对这些问题要分析，任何一块根据地中，也不是说每一个人都有山头主义。山头主义的情绪，也有各种各样的程度上的不同，比如一、四方面军就有不同，一方面军里又有好几个部分，昨天傅钟同志讲了。有一、二、四方面军的区别，还有三军、七军、十军等的区别，因为在各个地方工作，情况不同，关系搞得不好，这就有山头主义倾向，但有些也是我们工作没有做好造成的。昨天傅钟同志讲了山内山外的关系，彼此间关系好，山头主义就可以消灭。但许多事情还带着盲目性，工作就做不好，这就要先分析一下。现在我们在这里搬石头，搞关系。现在我们来他一个总结性的办法，把大小石头纷纷搬开，这样关系就会好一点，山头就少了，山头主义也就少了，这样就搞掉了一半；再把相互关系搞好一点，那一半也没有了。有山头而没有主义，另外来一个主义叫做马克思主义，叫做山上的马克思主义。从前有人讲山上无马克思主义，现在我们把这个“无”字改一下，叫做山上有马克思主义。如果山上没有马克思主义，那我们七大就没有马克思主义了，因为七大是在清凉山开的。
一定要认识山头。从前我们说要承认山头，承认世界上有这么一回事，或者讲认识山头更确当一点，要了解它。照顾也一定要照顾，认识了以后才能照顾，照顾就能够逐步缩小，然后才能够消灭。所以消灭山头，就要认识山头，照顾山头，缩小山头，这是一个辩证关系。山头的关系搞好了，首先是山内的，然后是山外的，山头主义很快就可以消灭了，所以不要怕。将来许多年之后，全国铁路如网，飞机也比这几天来往的要多，那时，你再找山头就没有了。没有全国产业的发展、交通的便利，要彻底消灭山头主义是不可能的。现在我们的革命发展了，根据地也更多了、壮大了，如果我们去掉盲目性，比较善于处理矛盾，那末问题就一定能解决得比较好。

过去的中央委员会，即七大以前的中央委员会，没有反映这种实际情况，就是说，在组织成分上没有反映各个方面的革命力量，因此这个中央是不完全的，是有缺点的。整风以来，我们提出要认识山头、照顾山头，在政策上反映了这一点，但在组织成分上还没有反映这一点。这是一个缺点，是不好的。鉴于这一点，我们这次选举就要注意这个问题。新的中央委员会应该反映这方面的情况，要成为一个缺陷最少的中央。完全避免缺点恐怕也困难，但是我们可以要它少一点，也可能使它少一点。
中共七大当选的77名中委和候补中委中，中央及军委机关18人，占23.4%；陕甘宁边区9人，占11.7%；八路军前方总部、华北各战略区22人，占28.6%；华中和新四军15人，占19.5%；国统区11人，占14.3%；在苏联的2人，占2.6%。使第七届中央委员会成为具有广泛代表性的领导群体。
中共十八大以来，2014年10月30日，“山头主义”一词在中央巡视组反馈中出现。中央第六巡视组指出，某省个别领导干部任人唯亲、搞“小圈子”、搞团团伙伙，拉关系建“圈子”立“山头”，说明当前一些地方官场人身依附仍然严重，建议严格党内生活，坚决抵制政治上的山头主义。“党内决不能搞封建依附那一套，决不能搞小山头、小圈子、小团伙那一套，决不能搞门客、门宦、门附那一套，搞这种东西总有一天会出事！”

## 相關
- 本位主义
- 宗派主义

## 外部參考
- 部門本位主義 （页面存档备份，存于）
- 关于纠正党内的错误思想